# Abbaye Notre-Dame de Mollégès
L’abbaye Notre-Dame de Mollégès est une ancienne abbaye cistercienne féminine, fondée au XIIIe siècle par des cisterciennes de l'abbaye de Saint-Pons de Gémenos à Mollégès dans le département des Bouches-du-Rhône en région Provence-Alpes-Côte d'Azur.
Fondée en 1208, elle connaît une période de prospérité correspondant au XIIIe siècle, puis un XIVe siècle très difficile, qui les oblige à sa réfugier en milieu urbain

## Histoire

### Fondation
L'abbaye est fondée en 1208 par Sacristane de Porcelet, la cadette de la maison des Porcellets. Elle reçoit à cette date le fief de Mollégès de la part de Michel de Mouriès, archevêque d'Arles. En 1218, Sacristane se sépare de son mari et devient la seconde abbesse de Mollégès. Les moniales sont au nombre d'une cinquantaine, issues pour la plupart de familles nobles.
Les religieuses viennent de Saint-Pons de Gémenos, sous la filiation de laquelle se place la nouvelle fondation.

### Déclin
Aux XIVe et XVe siècles, l'abbaye décline, du fait de causes extérieures principalement : les ravages des épidémies (particulièrement peste noire), des guerres et des grandes compagnies (notamment les troupes de Raimond de Turenne) en particulier, les incitent à  trouver refuge en ville. L'abbaye est réunie à celle de Sainte-Croix, à Apt. Celle-ci, bénédictine, adopte alors la règle cistercienne. Pour autant, les religieuses conservent l'abbaye de Mollégès, jusqu'au XVIe siècle, date à laquelle les seigneurs laïcs font main basse sur les bâtiments abbatiaux, rebâtissent la façade intérieure en style Renaissance. Jusqu'en 1763, la famille de Châteauneuf-Mollégès possède les bâtiments, qu'elle cède à la mort d'Anne de Châteauneuf en 1763. Les religieuses d'Apt, bénéficiaires à nouveau de cette donation, n'en conservent le fruit que jusqu'à la Révolution française.

### Filiation et dépendances
Les « dames de Mollégès » sont assez indépendantes vis-à-vis de leur archevêque, exerçant en particulier le droit de haute, moyenne et basse justice. Le seigneur laïc de Mollégès leur conteste de nombreuses fois ce droit, puis c'est le tour des officiers du comte de Provence, enfin du roi après le rattachement de la Provence au royaume de France.
Le territoire de Mollégès est alors partagé entre l'abbaye, qui en détient les trois quarts, et un seigneur laïc qui en administre le quart restant. En outre, l'abbaye a quelques possessions dans le pays d'Arles, ainsi que le fief d'Eygalières. Leur ressource principale est l'exploitation des paluds (droit de pêche à l'anguille), résultant d'un don effectué à l'abbaye en 1225 par Garsende d'Eyragues. Toutefois, l'abbaye exploite également la culture du chanvre et du lin sur les terres valorisées par drainage et assèchement des marécages.